# 董市镇
董市镇，是中华人民共和国湖北省宜昌市枝江市下辖的一个乡镇级行政单位。

## 行政区划
董市镇下辖以下地区：
董市社区、姚家港社区、金龙村、泰洲村、石坪村、曹店村、黄金村、新周场村、五岭村、草台村、双湖村、裴圣村、桂花村、石匠店村、石港桥村、洪治村、周湖村、福星村、平湖村、高石岗村、马家冲村、姚家港村、甘霖寺村、笋子沟村、石宝山村和两美院村。